# Bristol Buckingham
Bristol Type 163 Buckingham byl britský dvoumotorový letoun vyvíjený za druhé světové války jako střední bombardér. Jelikož svými výkony mimo dolet nepřevyšoval osvědčený de Havilland Mosquito, byl postaven jen malý počet strojů, které byly nakonec v omezené míře používány jako kurýrní.

## Vývoj
Typ byl vyvíjen podle Specifikace B.2/41 Ministerstva letectví, která požadovala rychlý střední bombardér s nosností 4000 lb (1814 kg) bomb pro denní nálety na nacistické Německo. Firma Bristol již předtím, v roce 1940, pracovala na projektech Type 162 a Type 161 Beaumont, které nebyly nakonec postaveny, a tak teď měla z čeho vycházet. Výsledkem byl Type 163 Buckingham.
Aby letoun splnil zadání, musel být vybaven výkonnými motory a silnou obrannou výzbrojí. Proto byly za pohonnou jednotku byly zvoleny dvouhvězdicové vzduchem chlazené motory Bristol Centaurus a plánovaná výzbroj měla sestávat z kulometů umístěných v přídi, na hřbetu trupu a pod ním. Vznikl tak konvenční celokovový středoplošník, který ale na rozdíl od ostatních britských bombardérů neměl pozici bombometčíka v prosklené přídi, ale v podtrupové gondole za pumovnicí. Ostatní členové posádky, tj. pilot, radiooperátor a střelec, měli stanoviště v trupu skořepinové konstrukce. křídlo bylo potaženo kovem, jen křidélka byla pokryta tkaninou. Svislé ocasní plochy byly dvojité, směrovka potažená tkaninou. Hlavní podvozkové nohy se zatahovaly směrem dozadu do motorových gondol, ostruhové kolo do trupu směrem dopředu.
Kvůli problémům s motory byl neozbrojený prototyp (DX249) zalétán až 4. února 1943 a v následujících testech byla zjištěna velká nestabilita, jejíž odstranění si vyžádalo množství úprav, zvláště pak zvětšení svislých ocasních ploch. Zanedlouho byl zalétán druhý, již ozbrojený prototyp a následně dva další. Všechna tato letadla byla poháněna dvouhvězdicovými osmnáctiválci Bristol Centaurus IV po 1764 kW, avšak sériová letadla Buckingham B Mk.1 měla mít motory Centaurus VII a XI po 1852 kW.

## Nasazení
V době, kdy se Buckingham konečně dostal do sériové výroby (první sériový stroj byl zalétán 12. února 1944), již naplno probíhalo bombardování Německa a úlohu, kterou měly nové letouny plnit, vykonávaly v noci lehké bombardéry de Havilland Mosquito Light Night Strike Force. Mosquita mohla nést stejný pumový náklad a dosahovala větší rychlosti a vyššího dostupu, takže jedinou výhodou Buckinghamu zůstal větší dolet. Z tohoto důvodu byla výroba zastavena, prvních 54 strojů ze 119 bylo ještě dokončeno v bombardovací verzi, ale zbývající byly upraveny na kurýrní verzi Buckingham C Mk. I prostým sejmutím výzbroje a umístěním čtyř sedadel pro cestující do trupu. V malé míře se dočkaly operační služby. Nepotřebné letouny v bombardovací verzi nebyly nikdy operačně nasazeny a měly projít stejnou přestavbou, ale nakonec byly povětšinou sešrotovány. Buckingham posloužil jako základ pro kurýrní a cvičný letoun Bristol Type 166 Buckmaster, vyráběný v letech 1944 až 1946. Vývojově na něj také navazoval útočný – bombardovací Bristol Brigand.

## Specifikace (B Mk.I)

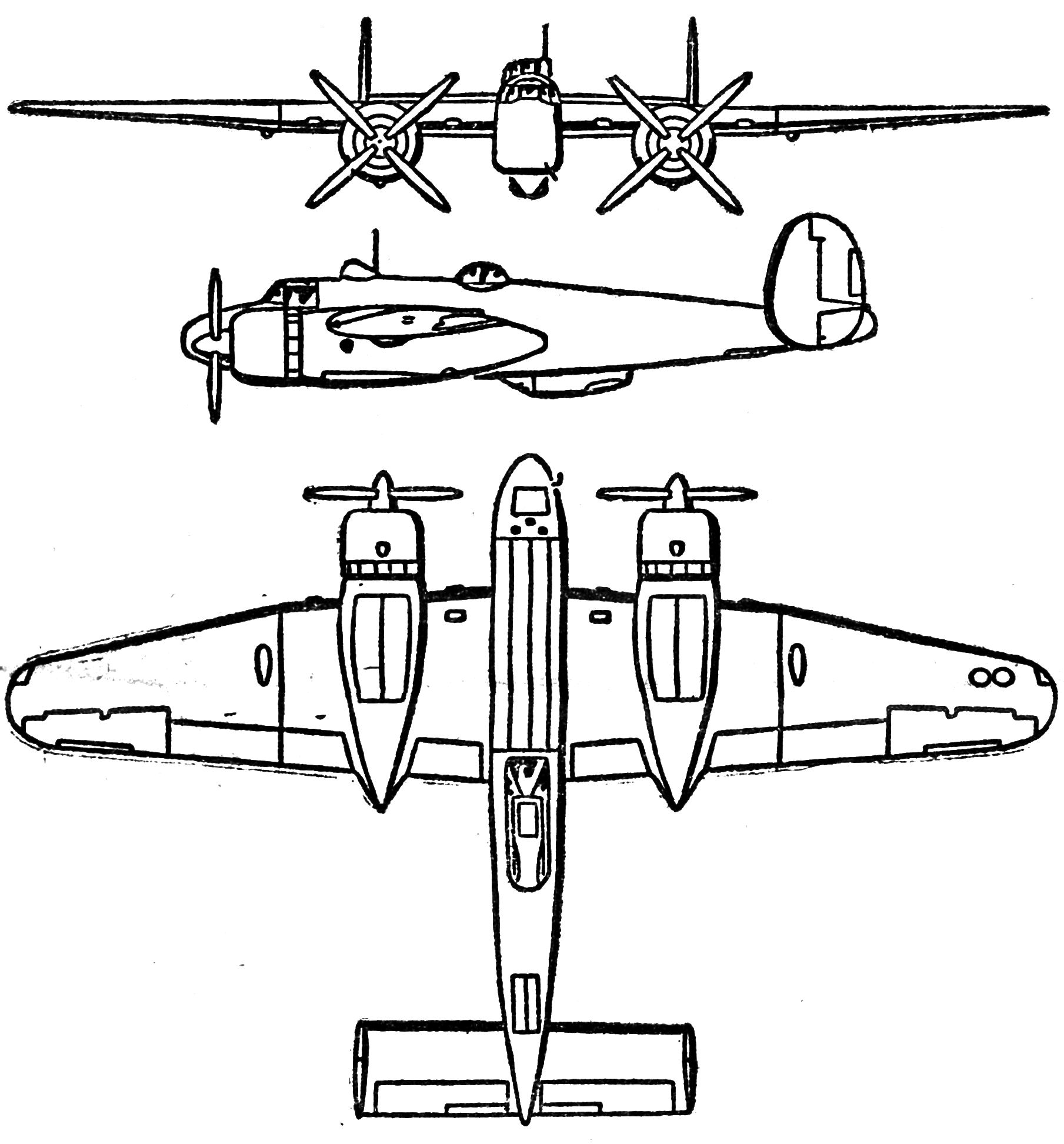
Bristol Buckingham

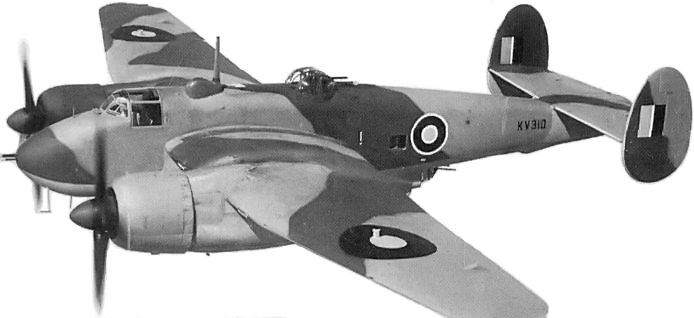
Bristol Type 163 Buckingham

Údaje podle

### Technické údaje
- Délka: 14,28 m
- Rozpětí: 21,91 m
- Výška: 6,09 m
- Nosná plocha: 65,86 m²
- Plošné zatížení: 230 kg/m²
- Prázdná hmotnost: 10 915 kg
- Vzletová hmotnost : 17 275 kg
- Pohonná jednotka: 2 × vzduchem chlazený osmnáctiválcový dvouhvězdicový motor Bristol Centaurus VII pohánějící čtyřlistou vrtuli
- Výkon pohonné jednotky: 2520 k (1880 kW)

### Výkony
- Maximální rychlost: 531 km/h ve výšce 3660 m
- Cestovní rychlost: 458 km/h
- Dolet: 3540 km
- Dostup: 7652 m
- Stoupavost: 8,6 m/s
- Poměr výkon/hmotnost: 0,322 k/kg (0,24 kW/kg)

### Výzbroj
- 10 × kulomet Browning ráže 7,7 mm (4 ve střelecké věži na trupu, 2 ve střelišti v zadní části podtrupové gondoly, 4 pevné v přídi)
- 1814 kg pum

## Uživatelé
- Spojené království
  - Royal Air Force